# Olga Rukavisjnikova
Olga Aleksandrovna Rukavisjnikova (ryska: Ольга Александровна Рукавишникова), född den 13 mars 1955 i Severodvinsk, Archangelsk oblast i Sovjetunionen (nu Ryssland), är en sovjetisk friidrottare inom mångkamp.
Hon tog OS-silver i femkamp vid friidrottstävlingarna 1980 i Moskva. 